# Víctor Donoso
Víctor Andrés Donoso Andalaft, más conocido como Víctor Donoso (Santiago, 27 de noviembre de 1990), es un jugador de balonmano chileno que juega de lateral izquierdo. Es internacional con la selección de balonmano de Chile.
En 2017 debutó con Chile en un Campeonato Mundial de Balonmano.

## Palmarés internacional
| Juegos Panamericanos                      | Juegos Panamericanos | Juegos Panamericanos | Juegos Panamericanos |
| Año                                       | Lugar                | Medalla              |                      |
| ----------------------------------------- | -------------------- | -------------------- | -------------------- |
| 2019                                      | Lima                 | Medalla de plata     |                      |
| Campeonato Panamericano                   |                      |                      |                      |
| Año                                       | Lugar                | Medalla              |                      |
| 2016                                      | Argentina            | Medalla de plata     |                      |
| 2018                                      | Groenlandia          | Medalla de bronce    |                      |
| Campeonato Sudamericano y Centroamericano |                      |                      |                      |
| Año                                       | Lugar                | Medalla              |                      |
| 2022                                      | Brasil               | Medalla de bronce    |                      |
| 2024                                      | Buenos Aires         | Medalla de bronce    |                      |
| Juegos Suramericanos                      |                      |                      |                      |
| Año                                       | Lugar                | Medalla              |                      |
| 2022                                      | Asunción             | Medalla de plata     |                      |